# Gotra punctulata
Gotra punctulata is een insect uit de familie van de gewone sluipwespen (Ichneumonidae). De wetenschappelijke naam van de soort werd in 1936 gepubliceerd door Cheesman.